# Estación Sevigné
Sevigné es una estación ferroviaria ubicada en la localidad homónima, en el partido de Dolores, Provincia de Buenos Aires, Argentina. Perteneció originalmente a la empresa Ferrocarril del sud.Interconectada con el ferrocarril Argentino.

## Servicios
Es una estación intermedia del ramal entre la estación Constitución de la ciudad de Buenos Aires con la estación Mar del Plata. Los servicios de Trenes Argentinos Operaciones prestan parada en esta estación.
Sus vías e instalaciones están a cargo de la empresa estatal Trenes Argentinos Operaciones

## Ubicación
Está ubicada en el kilómetro 191 de la línea ferroviaria.

## Fechas relevantes
11/09/1874 Se inaugura la estación Sevigné.
29/09/1886 Llega el primer tren a Mar del Plata.
1900 Inundaciones importantes en el taller ferroviario de Dolores. Se traslada temporariamente el taller a Maipú, y se empiezan a buscar alternativas definitivas para su emplazamiento.
1903 Se anuncia el emplazamiento definitivo del taller en Sevigné. 
30/06/1903 Asamblea de vecinos de Dolores para resistir a esta nueva locación. Media el Ing. Guillermo White, Dolorense, y parte del directorio de la empresa Ferrocarril del Sud. 
13/08/1903 Se confirma la decisión de instalar el taller en Sevigné.
10/1905 Se inaugura el taller de la estación.
1908 Tomás Matienzo dona un terreno y se construye una escuela para 100 alumnos. Ese mismo año empiezan las clases. Hoy escuela provincial Nº18.
1947 Se registran 64 trabajadores en el taller de Sevigné.
03/1962 Se presenta el Plan Larkin.
1963 Se desactiva el galpón de reparación de locomotoras debido a la implementación de las locomotoras diesel que no requieren recargar  agua; y el deterioro general del sistema ferroviario en el marco del plan Larkin.Esto sucede durante la presidencia de José María Guido.

## Edificios en el complejo ferroviario Sevigné
- Estación (edificio para pasajeros, según se lo nombra en los planos)
- Galpón/taller de locomotoras, con capacidad para 12 unidades.
- Depósito 1
- Depósito 2
- Tanques de agua
- Vivienda del inspector
- Vivienda del Jefe de Estación
- 55 Viviendas unifamiliares para el personal subalterno
- Vivienda colectiva en pabellones
- Escuela primaria para 100 alumnos.[2]

## Historia
Los talleres de Sevigné se construyen en esa locación debido a la disponibilidad en esa zona de agua limpia para recargar las locomotoras a vapor. Era importante para las mismas que el agua no fuese salobre. A tal fin, la proximidad de la laguna La Limpia era propicia.
Su construcción fue parte del plan de expansión hacia el sud de la empresa Ferrocarril del Sud, y la decisión de la ubicación estuvo relacionada con el ingeniero Guillermo White, parte de la empresa, y nativo de la localidad cercana de Dolores (Buenos Aires), que decide mudar los talleres desde su ubicación en Dolores, a Sevigné.

## Toponimia
Recuerda a Ceferino Sevigné, antiguo propietario de las tierras en las que fue construida la estación. Esta mención a Ceferino Sevigné merece revisión, pues según la referencia a ese apellido se debe a Mateo Sevigné, oriundo de España, nacido en 1838.